# One Tower
Il One Tower è un grattacielo di Balneário Camboriú in Brasile.

## Storia
I lavori di costruzione della torre, iniziati nel 2015, sono stati completati nel 2022. È stato l'edificio più alto del Brasile dal 2022 al 2023.

## Descrizione
L'edificio sorge sul lungomare della città di Balneário Camboriú e presenta un'altezza di 290 metri per 70 piani. La torre è a destinazione residenziale.